# Vicariat apostolique de San Andrés y Providencia
Le vicariat apostolique de San Andrés y Providencia (en latin : Vicariatus Apostolicus Sancti Andreae et Providentiae ; en espagnol : Vicariato apostólico de San Andrés y Providencia) est un vicariat apostolique de l'Église catholique en Colombie directement soumis au Saint-Siège.

## Territoire
Il est situé sur le département de San Andrés y Providencia qui comprend l'archipel de San Andrés, Providencia et Santa Catalina formé des îles San Andrés et Providence ainsi que plusieurs îlots avec un territoire d'une superficie de 52 km2 divisé en 12 paroisses.
Le siège épiscopal est dans la ville de San Andrés où se trouve la cathédrale de la Sainte-Famille.

## Historique
La mission sui juris de San Andrés y Providencia est érigée le 20 juin 1912 en prenant sur le territoire de l'archidiocèse de Carthagène des Indes. La mission d'évangélisation est confiée aux missionnaires de Mill Hill.
En 1926, la congrégation pour la propagation de la foi confie la mission aux capucins de la province de Valence (Espagne). Ils sont aidés par les sœurs tertiaires capucines qui travaillent en faveur de l'éducation des jeunes et fondent le collège de la Sainte-Famille.
Le 14 novembre 1946, la mission sui juris devient une préfecture apostolique. Elle est élevée au rang de vicariat apostolique le 5 décembre 2000 par la constitution apostolique De Evangelii proclamatione du pape Jean-Paul II.

## Préfets et évêques
- Riccardo Turner, M.H.M (1912 - 1926)
- Eugenio da Carcagente, O.F.M.Cap (23 juillet 1926 - 21 octobre 1952)
- Gaspar de Orihuela, O.F.M.Cap (9 janvier 1953 - 1965)
- Alfonso Robledo de Manizales, O.F.M.Cap (11 janvier 1966 - 1972)
- Antonio Ferrándiz Morales, O.F.M.Cap (24 mars 1972 - 10 novembre 1998)
- Eulises González Sánchez (5 décembre 2000 - 16 avril 2016)
- Jaime Uriel Sanabria Arias, depuis le 16 avril 2016